# Rändeln

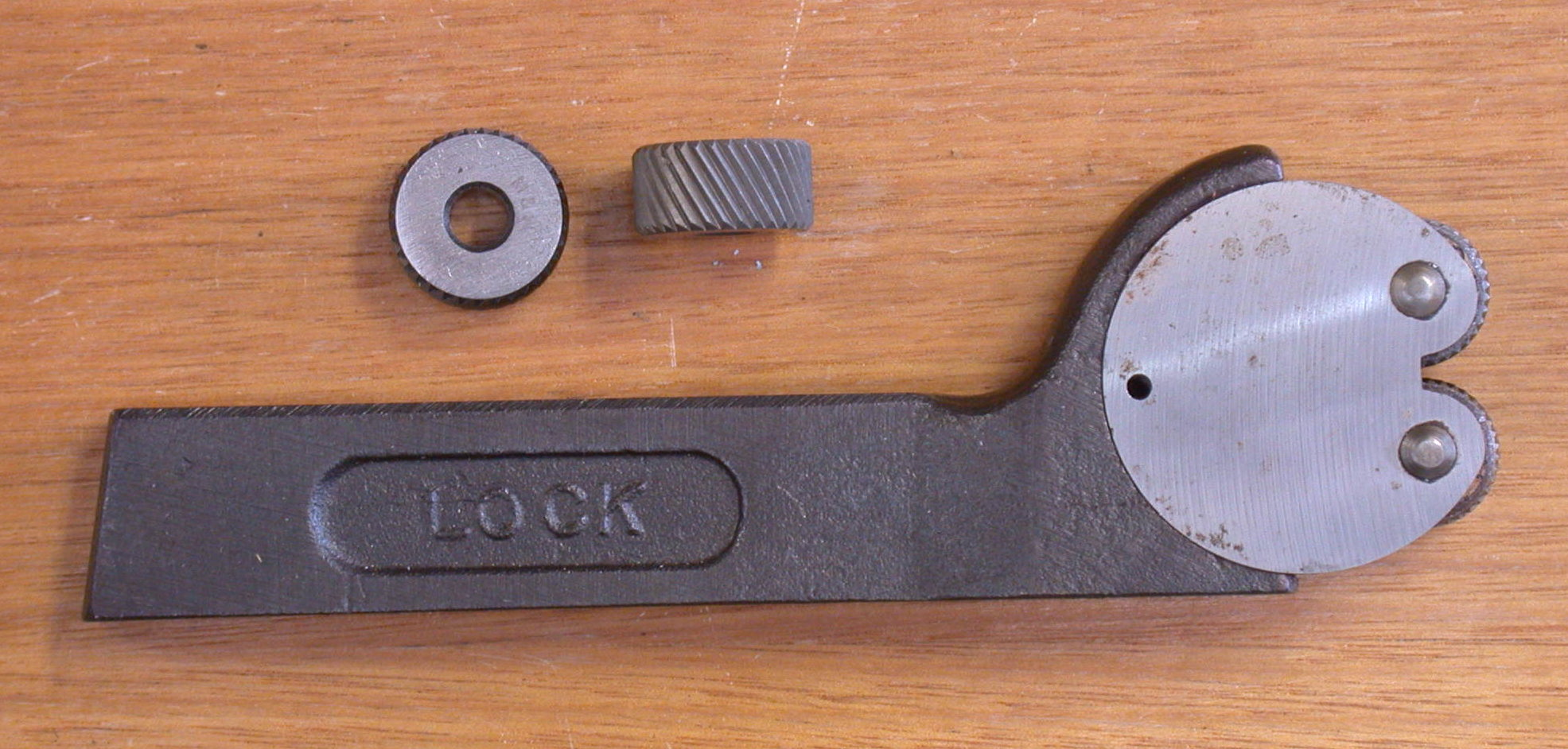
Werkzeug zum Rändeln auf der Drehmaschine

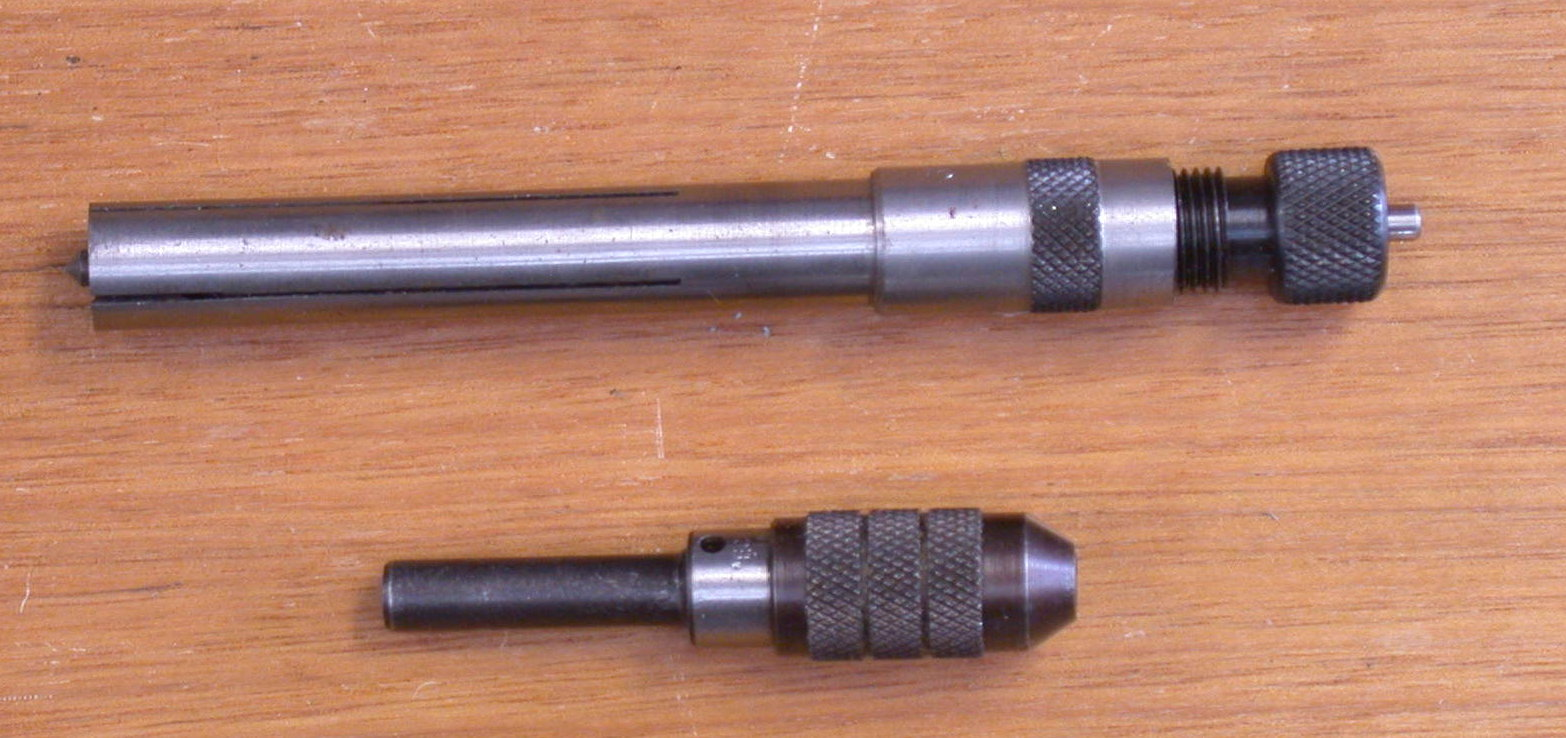
Oberflächen mit Links-Rechts-Rändelung

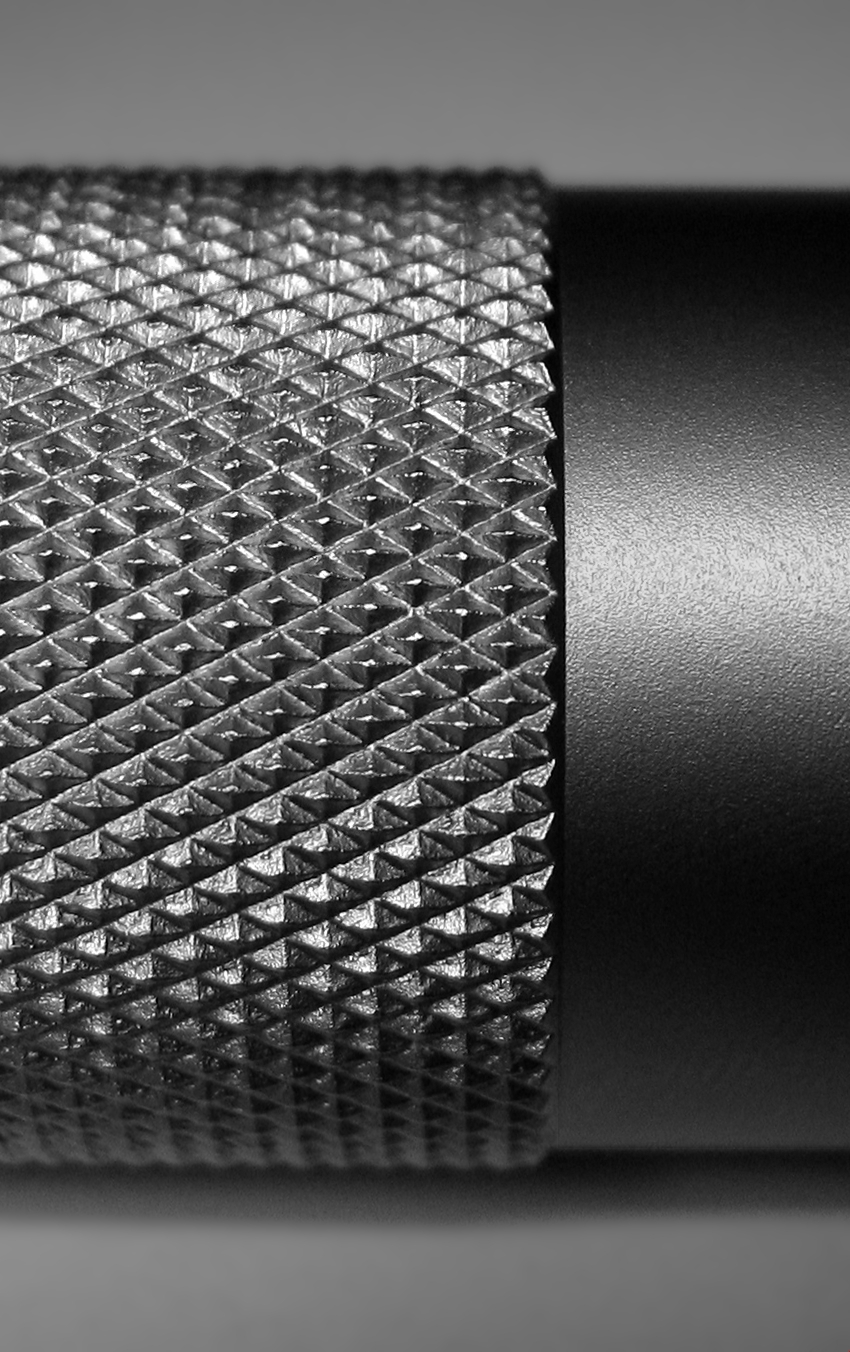
Nahaufnahme einer Rändelung (RGE)

Rändeln und Kordeln sind zwei verwandte Fertigungsverfahren. Bei beiden Verfahren wird ein rundes Werkstück gegen ein weiteres rundes Werkzeug gepresst und abgewälzt, sodass sich beide drehen. Dabei wird das Profil des Werkzeuges auf das Werkstück übertragen. Die Erhebungen des Werkzeuges werden in die Oberfläche des Werkstückes eingedrückt. Je nachdem, ob dabei Rändel oder Kordel (Links-Rechts-Rändel, Kreuzrändel) entstehen, spricht man vom „Rändeln“ oder „Kordeln“.
So werden zum Beispiel die Griffe bzw. Griffflächen von Messschrauben oft gerändelt, um sie griffiger als glatte Flächen zu gestalten.

## Anwendungen
Durch das Rändeln zum Einprägen von Zierelementen oder Schrift auf den Rand einer Münze oder Medaille wurde früher das „Befeilen“ bzw. „Beschneiden“ (Maßnahmen zur Erzielung eines Gewinnes durch Verringerung des Umfangs von Edelmetallmünzen) der Münzen erschwert, weil eine Feilstelle sofort sichtbar ist.
Ein weiterer Anwendungsfall ist das Erzeugen eines Zackenprofils für eine Welle-Nabe-Verbindung, z. B. für das Befestigen eines Rotorpaketes auf einer Welle, um höhere Drehmomente zu übertragen als bei einer Schrumpfverbindung oder  Rändelschraube.
Beim Rändeln wird zwischen dem spanlosen „Rändeldrücken“ und dem spanenden „Rändelfräsen“ unterschieden. Je nach Verfahren wird mit Rändelrädern das Profil hineingedrückt (also eine Art des Einprägens, das zum Druckumformen zählt) oder an einer Rändelfräse gefräst. An CNC-Drehmaschinen mit angetriebenen Werkzeugen können auch spezielle Rändelfräswerkzeuge eingesetzt werden, um ein Umspannen auf andere Maschinen zu vermeiden. Da die Bearbeitungskräfte beim Fräsen geringer ausfallen, findet es vorwiegend bei dünnen Werkstücken oder auf Bearbeitungszentren Verwendung.
Es gibt Rändel in folgenden Ausführungen:
- RAA: Rändel mit achsparallelen Rillen
- RBL: Linksrändel
- RBR: Rechtsrändel
- RGE: Links-Rechtsrändel, Spitzen erhöht (Fischhaut)
- RGV: Links-Rechtsrändel, Spitzen vertieft
- RKE: Kreuzrändel, Spitzen erhöht
- RKV: Kreuzrändel, Spitzen vertieft
- RTR: Kreisrändeln (Durchlaufend)

Der Profilwinkel beträgt 90°, in Sonderfällen auch 105°.
Bezeichnung: z. B.: „Rändel RAA 08-105“ = Rändel mit achsparallelen Riefen, Teilung 0,8 mm und Profilwinkel 105°

## Normen
- Aktuell:[3] DIN 8583-5, DIN 82, DIN 403
- Schweiz: VSM 34060. Konversion zu DIN 82: „Kordel VSM 34060 - x,y“ entspricht „RGE - x,y DIN 82“ und „Rändel VSM 34060 - x,y“ entspricht „RAA - x,y DIN 82“[4]